# Bar Paly
Pour les articles homonymes, voir Pally.
Varvara Alexandrovna "Bar" Paly (hébreu : בר פאלי, russe : Бар Александровна Пали), née le 29 avril 1985 à Nijni Taguil (Union soviétique), est une actrice israélo-russo-américaine, également mannequin.

## Biographie
Bar Paly est née à Nijni Taguil (Union soviétique). Sa famille émigre en Israël alors qu'elle n'a que dix ans. Elle grandit à Tel Aviv. Bar Paly  commence sa carrière dans le mannequinat à l'âge de 21 ans. En 2003, elle devient actrice et joue divers rôles pour la télévision. Bar Paly est apparue dans la série télévisée Comment j’ai rencontré votre mère, The Starter Wife et le film d’horreur The Ruins de 2008.
En 2013, Bar Paly a joué différents rôles dans des films de Roman Coppola, tels que Dans la tête de Charles Swan III en compagnie de Charlie Sheen, Jason Schwartzman et Bill Murray, et des films de Michael Bay  tels que No Pain No Gain aux côtés de Mark Wahlberg et Dwayne Johnson. Depuis 2015, Bar Paly joue régulièrement le rôle d'Anastasia "Anna" Kolcheck dans la série américaine NCIS: Los Angeles.
Bar Paly est d'origine juive. Elle a été mariée au réalisateur canadien Ian Kessner de 2007 (le 10 février), à 2018.
Le 14 août 2016, Bar Paly a été naturalisée citoyenne américaine.

## Filmographie

### Au cinéma
- 2008 : Les Ruines (The Ruins) : archéologue
- 2008 : Stiletto (en) de Nick Vallelonga : Staysa
- 2011 : Hyenas : Luna
- 2012 : Dans la tête de Charles Swan III (A Glimpse Inside the Mind of Charles Swan III) : Maria-Carla
- 2013 : No Pain No Gain (Pain & Gain) : Sorina Luminita
- 2014 : Non-Stop : Iris Marianne
- 2014 : Million Dollar Arm : Lisette
- 2015 : Street Level : Shelby
- 2016 : The Duke (Urge) : Denise
- 2016 : Lost Girls : Kara
- 2019 : Transfert (Against the Clock) de Mark Polish : Lauren De Isigney

### À la télévision
- 2007 : Les Experts : Manhattan : (saison 3, épisode 63 : Cœur de verre)
- 2010 : How I Met Your Mother  : (saison 5, épisode 15 : Lapin ou Canard)
- 2012-2013 : Underemployed : Tatiana
- Depuis 2015 : NCIS : Los Angeles  : Anastasia Kolcheck (personnage secondaire)
- 2017 :  Legends of Tomorrow : Hélène de Troie
- 2017 : Jean-Claude Van Johnson : Krisztina
- 2018 : iZombie : Amanda "Mandy" Lewis (Saison 4 Épisode 7)

## Source de la traduction
- (en) Cet article est partiellement ou en totalité issu de l’article de Wikipédia en anglais intitulé « Bar Paly » (voir la liste des auteurs).